# Carretera Federal 5
La Carretera Federal 5 es una carretera mexicana que recorre el Norte del estado de Baja California, inicia en Mexicali en la frontera con los EE. UU.,  y termina en el crucero con la carretera
federal N.º 1 o Transpeninsular en las cercanías del crucero a Laguna de Chapala (Baja California). Tiene una longitud total de 400 km. 
Las carreteras federales de México se designan con números impares para rutas Norte-Sur y con números pares para las rutas Este-Oeste. Las designaciones numéricas ascienden hacia el Sur de México para las rutas Norte-Sur y ascienden hacia el Este para las rutas Este-Oeste. Por lo tanto, la carretera federal 5, debido a que su trayectoria es Norte-Sur, tiene la designación de número impar, y por estar ubicada en el Noroeste de México le corresponde la designación N.º 5.

## Historia
En 1915 Esteban Cantú comenzó la construcción de caminos y carreteras que unirían la mayoría de los pueblos del Distrito Norte. Francisco Bórquez y Enrique Alducín se dieron a la tarea de establecer y trazar la ruta que enlazaría a la capital de Baja California con el puerto. Fue en 1948 cuando se inició la pavimentación de la carretera federal de Mexicali hacia San Felipe, y concluyó en 1951.
Oficialmente la trayectoria de la carretera federal 5 comprende desde Mexicali hasta Chapala entroncando con la Carretera Federal 1.
Se conecta en Mexicali con la carretera n.º 2  y 2 D (cuota) que va este - oeste, Tijuana - San Luis RC. Son. y con la n.º 3 del Chinero a Ensenada y luego a Tecate En Chapala se conecta con la n.º 1 de Tijuana BC - Los Cabos BCS. 

## Trayectoria

### Baja California
- Mexicali – Carretera Federal 2 y Carretera Federal 2D
- El Chinero – Carretera Federal 3
- San Felipe
- Puertecitos

- Chapala – Carretera Federal 1